# 미라

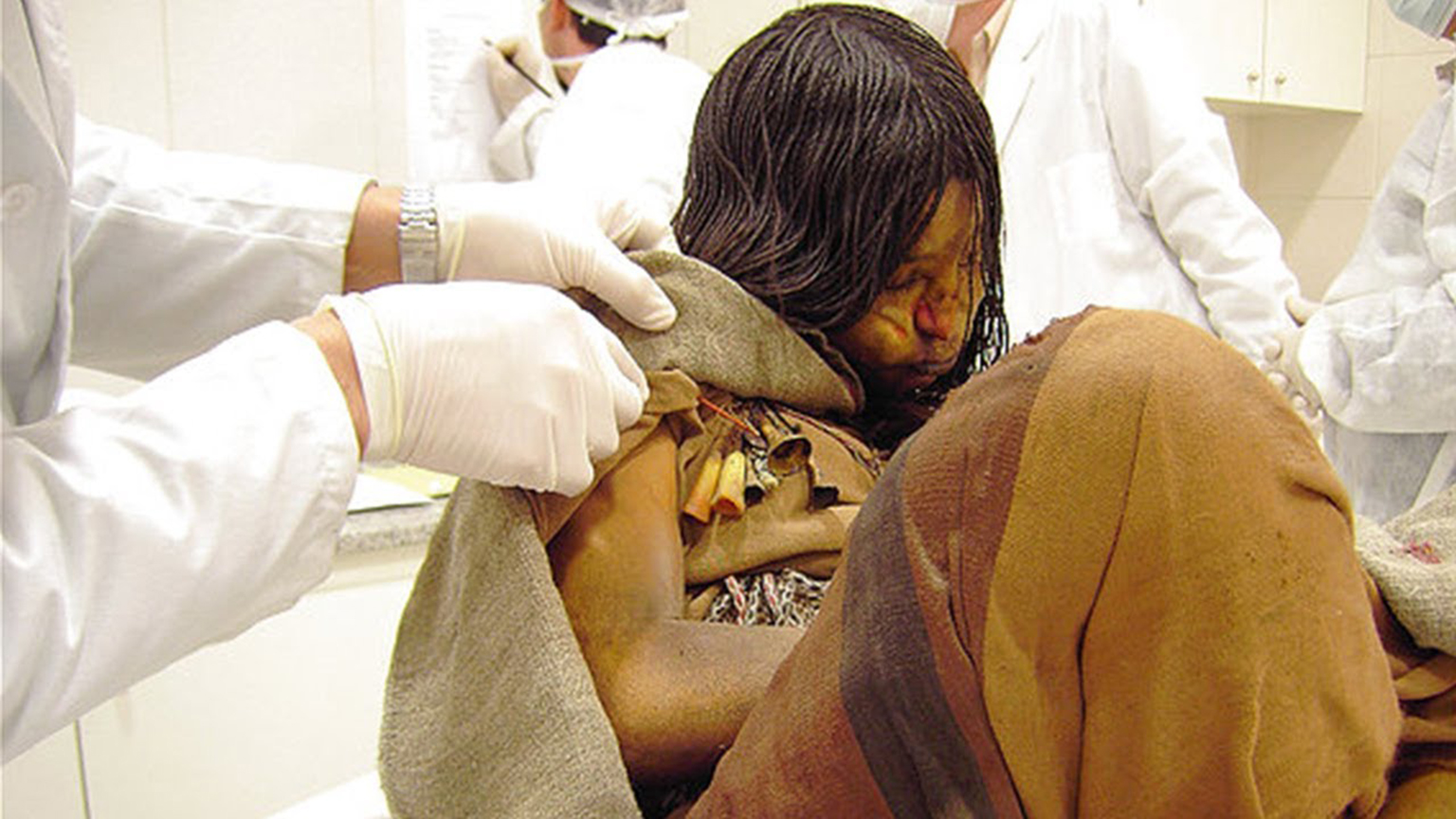
미라.

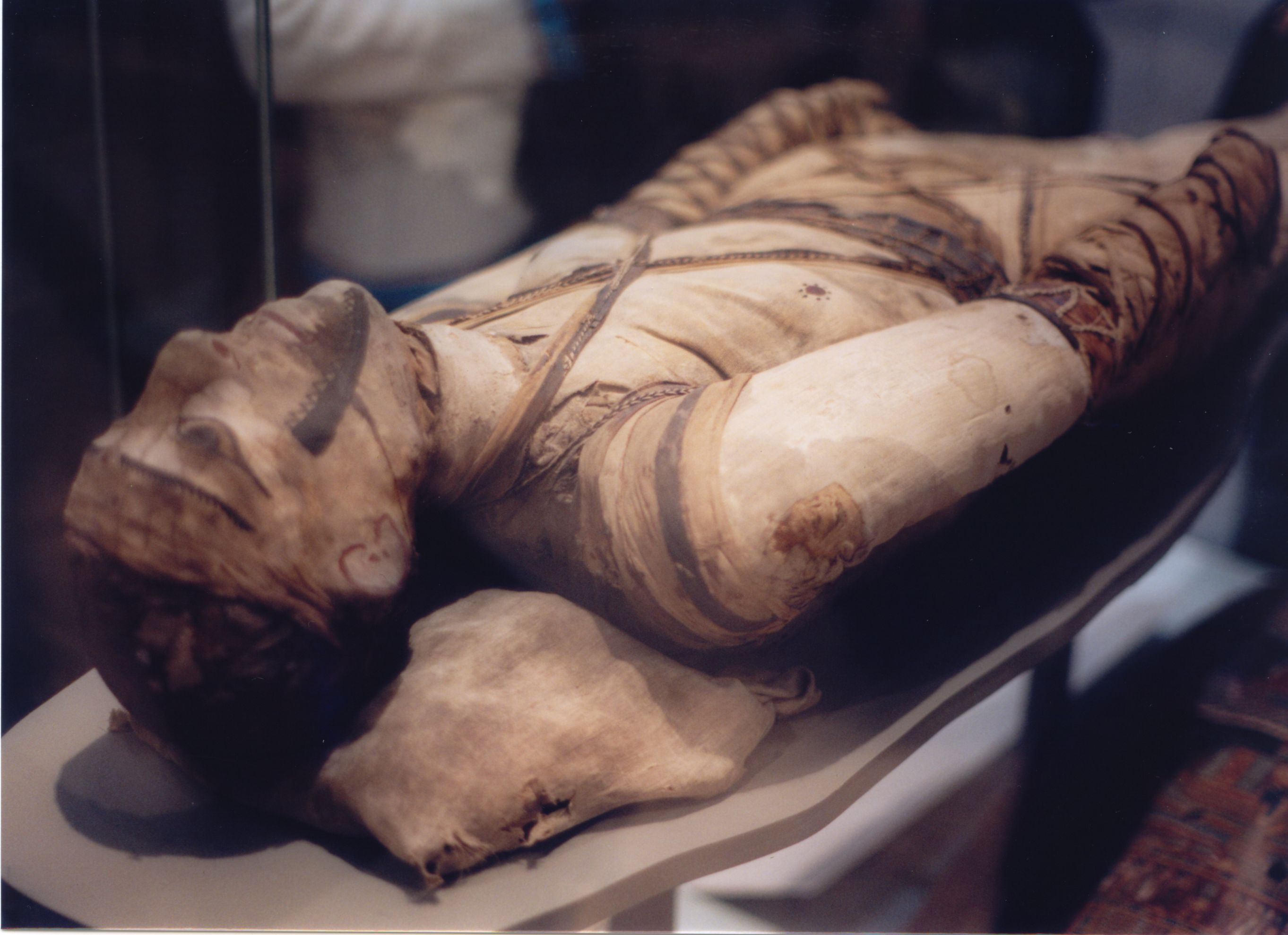
고대 이집트의 미라.

미라(포르투갈어: mirra 미라[*])는 썩지 않고 건조되어 원형에 가까운 모습으로 보존된 사람이나 동물의 사체이다. ‘미라’라는 명칭은 포르투갈의 mirra에서 유래된 말로, 원래는 고대 이집트에서 미라를 만들 때 방부제로 썼던 몰약(沒藥, myrrh)을 부르는 말이다. 한자어로는 '목내이(木乃伊)'라고 표기하며, 현대 포르투갈어로는 'múmia'라고 하며, 영어로는 'mummy'라고 표기한다.

## 역사
미라화에는 의도적인 것과 자연적인 것이 있다. 현재 미라연구가 계속되고 있는 이유는 과거에 사망한 사람의 시신을 통해 화석과 같이 다양한 정보를 얻을 수 있기 때문이다. 미라의 질병이나 사망원인을 확인한다는 것은 이처럼 과거의 조상의 의료기록을 알 수 있기 때문이기도 하지만，이런 의료정보를 통해 선조들의 생활양식 등을 유추할 수 있어 역사학적인 의미 역시 깊다.

### 의도적
고대 이집트에서는 영혼불멸사상에 따라 시신에는 혼이 깃들어 있다고 믿어 이를 보존하는 것이 고인의 내세에 중요하다고 여겼기 때문에, 미라를 만들었다. 그밖에도 아즈텍, 잉카 등에서도 미라화 의식이 있었다.
아시아에서 발견되는 미라들은 독특한 장묘문화 덕분에 만들어진다. 한국이나 중국의 경우 '회곽묘'라 불리는 일종의 석관을 사용하는 문화가 있는데 산소와 차단된 환경이 제공되다 보니 시신이 썩지 않고 오래 보존되는 것이다. 그 밖에는 매장할 때의 풍습에서도 원인을 찾을 수 있다.
현대에는 소련의 블라디미르 레닌의 시신이 미라로 만들어져 보존된 이래, 중국의 마오쩌둥, 베트남의 호찌민, 조선민주주의인민공화국의 김일성과 김정일의 시신을 미라로 처리하여 보존하고 있다.

### 자연적
자연현상으로 미라가 된 시신은 알프스산맥의 빙하에서 발견된 '외치'(Oetzi)가 대표적이다.  또 차고 건조한 바람이 부는 안데스산맥에서는 잉카시대에 산에 제물로 바쳐진 미라들이 발견되기도 한다. '친초로미라'라는 박제와 인형의 중간 형태를 지닌 미라들도 많다. 이 밖에 북유럽이나 스코틀랜드 및 북아일랜드에서는 소위 '보그피풀'이라는 미라가 많이 발견되는데 이는 늪이나 습지가 많은 지역적 특성 때문이다. 늪의 화학성분으로 인해 미라가 부패하지 않고 지금까지 남아 있는 것이다. 대표적으로 1948년 영국 체셔 주의 린도에서 발견된 린도 맨이 있다. 이 남자는 켈트 족의 제사 의식으로 죽은 듯 하다. 현재 대영박물관에 몸의 반쪽이 전시되고 있다.

## 한국

### 한국에서 발견된 미라의 예
한국에서는 발견된 미라의 수가 많지 않다. 조상의 혼백이 국가와 가정을 지키신다고 믿기 때문에-궁에서는 임진왜란 등 전쟁이 발생하더라도 위패를 모셔갈 정도로 종묘에 선대왕들의 위패를 소중하게 모시고 전례에 따라 제사를 지내며, 가정에서는 사당에서 조상을 섬기는 전통이 그 예-조상의 시신을 소중히 여기는 유교문화의 영향으로 대부분 화장되거나 재매장되었기 때문이다.
따라서 한국에서는 고병리학이 발전할 여지 역시 좁았다. 그러나 2000년 이후에는 미라에 대한 종합적인 연구가 진행되면서 학계와 언론계의 주목을 받기 시작했다. 한국에서 대중적으로 잘 알려진 미라는 몇 가지가 있다. 우선 2001년 경기도 양주시에서 발견된 세계 최초 결핵과 간염바이러스 사인의 '해평윤씨 모자미라'，경기도 파주시의 파평윤씨 모자 미라, 대전 계룡산 인근에서 발견된 '학봉장군 미라'등이 있다. 또한 '안동미라' 등의 미라가 학계에 보고되면서 외국에도 널리 알려졌다. 한국 미라의 계보로 한국에 연구용으로 기증된 적이 있는 완전한 형태의 미라는 7구뿐인데 그중에서 국내 처음으로 발견된 미라이다. 

### 단웅이
현재 단국대학교 석주선 박물관안에는 해평 윤씨 집안의 ‘단웅이’미라가 전시되어 있다. 단국대학교의 ‘단(檀)’자와 곰 ‘웅’(熊)자를 합성해 붙였다는 ‘단웅이’는 한국 미라 연구의 효시로 알려져 있다. 단웅이’미라는 간염 바이러스와 결핵으로 사망한 세계 최초의 모자 미라로 기록되어 있기도 하다. 더구나 어린이 미라 ‘단웅이’는 단국대 의대의 분석에 의해 400여 년 전 6세가 되던 해 간염 바이러스와 결핵으로 사망한 것으로 밝혀져 "의학적으로 매우 중요한 자료"로 평가되고 있다. 미라와 함께 2001년 출토 당시 미라가 안치돼 있던 목재관과 단웅이가 입고 있던 의복들도 우리나라의 전통 의복과 장례를 연구할 수 있는 중요한 사료이기 때문에 보존처리를 거쳐 함께 전시되고 있다.

### 임산부 미라
세계에서 제일 오래된 ‘임산부 미라’는 전남 나주에서 2009년 9월에 발견되었는데 지금까지는 2002년 4월에 발견된 경기도 파주시의 파평 윤씨 모자 미라가 세계 최고(最古)의 ‘임신부 미라’로 알려져 있었다. 발견 당시 450년과 440년이 경과된 미라로 추정되었다. (EBS '과학, 미라에 말 걸다' 2009년 7월 31일(목) 방송 참조)
이 밖에 후손이 없이 도로공사나 택지정리 중 우연히 발굴된 무명의 미라들로 '봉미라, 흑미라' 등도 소개된 바 있다. 파평 윤씨 가문 여성의 미라가 묘지 이장작업 도중 발견되었다. 윤씨 부인의 미라는 공기가 통하지 않는 묘지구조때문에 생긴 자연적인 미라이다. 우리나라의 전통적인 묘는 오페르트 일당이 남연군 묘를 도굴하려다가 실패한 남연군 분묘 도굴사건(1868년)에서 알 수 있듯이 도굴을 막기 위해 단단한 석회를 사용하여 조성하기 때문에, 당연히 공기가 통하지 않아 미라가 된 것이다. 한국 미라들은 문중에서 관리해 오던 무덤을 이장하던 중에 발견되는 경우가 많기 때문에, 족보나 비문 등을 통해 연대를 알아내는 것이 어렵지 않아 미라 연구에 도움이 되고 있다.

## 같이 보기
- 냉동인간
- 화석
- 인신공희